# 宮﨑香蓮
宮﨑 香蓮（みやざき かれん、1993年11月20日 - ）は、日本の女優。オスカープロモーション所属。
長崎県島原市出身。早稲田大学社会科学部卒業。

## 来歴
2006年、全日本国民的美少女コンテスト第11回大会にて、演技部門賞受賞。
2012年4月1日、早稲田大学社会科学部（推薦入試で合格）に入学。漢字検定2級、英語検定2級取得。
2013年7月3日、全国納豆協同組合連合会から2013年度納豆クイーンに選ばれる。
2013年5月（マンスリーMC）・2013年8月10日・2013年11月23日・2014年1月25日、『wktkラヂオ学園サタデー』のゲストMCをつとめる。
2013年10月、『日経トレンディ』（日経BP社）が選ぶブレイクが期待される「今年の顔」に選出される。
2021年5月6日、島原ふるさとPR大使第1号に就任。
2024年6月7日、一般男性との結婚を発表。

## 人物
- 趣味は、カメラと読書。

- 「島原の子守唄」の作詞・作曲者や『まぼろしの邪馬台国』の作者として、また城山三郎の『盲人重役』のモデルとしても知られる島原鉄道元役員・作家の宮崎康平の孫である[9]。

- 中学時代に、地元の長崎新聞中学生英語暗唱大会で入賞している[注 1]。

## 出演

### 映画
- チェスト!（2008年4月19日、ティ・ジョイ） - ヒロイン・牟田敦美 役
- まぼろしの邪馬台国（2008年11月1日、東映） - 宮崎和子（少女期） 役（特別出演）
- 育子からの手紙（2010年4月17日、フィルム・クレッセント） - 主演・増岡育子 役
- 晴れのち晴れ、ときどき晴れ（2013年11月23日、ネイキッド） - ヒロイン・篠崎美羽 / 千里 役
- エル・シュリケンvs新昆虫デスキート（2016年、吉本興業） - 西ゆり子 役
- BENTHOS（2019年、吉本興業） - 主演・佐伯美嘉 役[11]
- 祈り―幻に長崎を想う刻―（2021年8月20日、ラビットハウス / Kムーブ） - 静 役
- KATACHI（2022年10月16日、TOHOシネマズ六本木ヒルズにて上映） - 主演・真由美 役[12]
- 零落（2023年3月17日、日活 / ハピネットファントム・スタジオ） - アカリ 役[13]

### テレビドラマ
- バッテリー（2008年4月3日 - 6月12日、NHK総合） - ヒロイン・矢島繭 役
- 金曜プレステージ 妻よ! 松本サリン事件犯人と呼ばれて…家族を守り抜いた15年（2009年6月26日、フジテレビ） - 河野真紀 役
- 家族法廷（2011年4月27日 - 6月29日、BS朝日） - 桑島由加 役
- GTO（2012年7月3日 - 9月11日、関西テレビ・フジテレビ系） - 野村朋子 役
  - 秋も鬼暴れスペシャル（2012年10月2日）
  - 正月スペシャル!冬休みも熱血授業だ（2013年1月2日）
  - 完結編〜さらば鬼塚!卒業スペシャル（2013年4月2日）
- 夜行観覧車（2013年1月18日 - 3月22日、TBS） - 高橋比奈子 役
- CLAMPドラマ ホリック〜xxxHOLiC〜（2013年2月24日 - 4月14日、WOWOW） - 九軒ひまわり 役
- 35歳の高校生（2013年4月13日 - 6月22日、日本テレビ） - 羽鳥梨花子 役
- 明日のマドレーヌ（2013年7月27日、テレビ東京） - 主演・戸川真紀 役[14][15]
- 鼠、江戸を疾る 第8回・最終回（2014年3月13日・20日、NHK総合） - お糸 役
- 戦力外捜査官 最終話（2014年3月15日、日本テレビ） - 夏野萌果 役
- なるようになるさ。シーズン2 第5話 - 最終話（2014年5月20日 - 6月24日、TBS） - 山内春菜 役[16]
- ゼロの真実〜監察医・松本真央〜（2014年7月17日 - 9月4日、テレビ朝日） - 久米みどり 役
- 警部補・杉山真太郎〜吉祥寺署事件ファイル 第1話（2015年1月12日、TBS） - 中島美佐子 役
- 大河ドラマ 花燃ゆ 第3回 - 第27回・第49回（2015年1月18日 - 7月5日・12月6日、NHK） - 入江すみ 役[17]
- 月曜ゴールデン特別企画 おふくろ先生の診療日記7 ～忘れない!20年前の約束 神戸・淡路島編～（2015年4月6日、MBS・TBS系） - 斉藤みなみ 役
- 昔話法廷 第2話「カチカチ山」裁判（2015年8月11日、NHK Eテレ） - 裁判員・高原聡子 役
- 名古屋行き最終列車シリーズ（メ〜テレ） - 深見美咲 役
  - 名古屋行き最終列車 第4弾 第2夜（2016年2月3日）
  - 名古屋行き最終列車2017 第2夜（2017年2月8日）
  - 名古屋行き最終列車2018 第2話（2018年1月23日）
  - 名古屋行き最終列車2019 第7話（2019年3月5日）
- グッドパートナー 無敵の弁護士（2016年4月21日 - 6月16日、テレビ朝日） - 島谷涼子 役[18]
- ドラマスペシャル 瀬戸内少年野球団（2016年9月17日、テレビ朝日） - 江藤節子 役
- 忠臣蔵の恋〜四十八人目の忠臣〜（2016年9月24日 - 2017年2月25日、NHK総合） - つま 役
- 遺留捜査シリーズ（テレビ朝日） - 滝沢綾子 役
  - 第4シリーズ（2017年7月13日 - 9月14日）
  - 第5シリーズ（2018年7月12日 - 9月13日）
  - スペシャル5（2018年11月11日）
  - スペシャル6（2019年2月24日）
  - スペシャル7（2019年10月3日）
  - 新作スペシャル1（2019年11月24日）
  - 新作スペシャル2（2019年12月1日）
  - スペシャル10（2020年8月9日）
  - 第6シリーズ（2021年1月14日 - 3月18日）
  - 第7シリーズ（2022年7月14日 - 9月15日）[19]
  - スペシャル11（2023年9月21日）
- トットちゃん! 第11話 - 第19話（2017年10月16日 - 26日、テレビ朝日） - 三輪康子 役[20]
- 爆報! THE フライデー 再現ドラマ「三菱銀行人質事件」（2018年3月23日、TBS） - 杉田千春（仮名） 役
- 日曜ワイド 明日への誓い（2018年3月25日、テレビ朝日） - 江崎真緒 役
- 長崎発地域ドラマ かんざらしに恋して（2019年2月6日、NHK BSプレミアム） - 松尾綾子 役 ※島原ことば指導も担当[21]
- 月曜プレミア8 作家刑事 毒島真理（2020年11月30日、テレビ東京） - 牧原汐里 役
- 大岡越前スペシャル 〜初春に散る影法師〜（2021年1月1日、NHK BSプレミアム） - 小紫 役
- 特捜9 season7 第2話（2024年4月10日、テレビ朝日） - 藤沢睦美 役[22]
- GO HOME〜警視庁身元不明人相談室〜 第3話（2024年7月27日、日本テレビ） - 沙織 役

### Webドラマ
- otogi★story 第2弾「つるのおんがえし」（2012年8月15日、NTTドコモアプリ＆レビュー） - 主演[23]
- ウルトラマンオーブ THE ORIGIN SAGA（2016年12月26日 - 2017年3月13日、Amazonプライム・ビデオ） - 西岡結衣 役
- 騎士竜戦隊リュウソウジャー THE LEGACY OF The Master's Soul（2021年10月17日 - 12月26日、東映特撮ファンクラブ） - マユ 役[24]
- 戦国サウナ（2023年11月13日 - 、YouTube） - 帰蝶 役[25]

### ラジオドラマ
- ラジオシアター〜文学の扉（TBSラジオ）
  - 「金魚のおつかい」（2014年5月25日）
  - 「月夜」（2014年6月1日）
- FMシアター 第36回BKラジオドラマ脚本賞佳作「簿記の先生がうるさい」（2016年3月26日、NHK-FM） - 主演・友田多夏子 役

### 舞台
- 2LDK-2013-（2013年10月19日、俳優座劇場） - 松本希美 役[26][27][28]
- 三匹のおっさん（2015年9月4日 - 12月1日、明治座 / 中日劇場 / 新歌舞伎座 / 博多座 / はつかいち文化ホール さくらぴあ大ホール / アルファあなぶきホール 大ホール） - 有村早苗 役[29]
- 若様組まいる（2016年8月7日 - 14日、天王洲 銀河劇場） - ヒロイン・小泉沙羅 役[30]
- 熱血！ブラバン少女。（2017年3月4日 - 26日、博多座） - 友池望海 役[31]
- 何者（2017年11月25日 - 12月10日、天王洲 銀河劇場） - 田名部瑞月 役[32]
- 若様組まいる〜アイスクリン強し〜（2018年4月27日 - 5月6日、サンシャイン劇場） - ヒロイン・小泉沙羅 役[33]
- 若様組まいる〜若様とロマン〜（2018年10月6日 - 21日、三越劇場） - ヒロイン・小泉沙羅 役[34]
- 里見八犬伝（2019年10月17日 - 12月8日、なかのZERO 大ホール / 梅田芸術劇場 メインホール / 福岡サンパレス / 名古屋文理大学文化フォーラム 大ホール / 明治座） - 浜路 役[35]
- プリエールプロデュース「マミィ！」 - 来奈 役
  - 2021年7月30日 - 8月8日、赤坂RED/THEATER[36]
  - 2023年3月3日 - 4月16日、亀戸文化センター カメリアホール / 中標津町総合文化会館 しるべっとホール / 長万部町学習文化センター 文化ホール / たかすメロディーホール / 深川市文化交流ホールみ・らい / 県民共済みらいホール / 相模原南市民ホール / 八戸市公会堂 文化ホール / リンクモア平安閣市民ホール / 岩手県民会館 中ホール / けんしん郡山文化センター 中ホール / キョウワグループ・テルサホール / 荘銀タクト鶴岡 大ホール / いわき芸術文化交流館アリオス 中劇場 / トークネットホール仙台 大ホール / 會津風雅堂[37]
- 死ねばいいのに（2024年1月20日 - 28日、紀伊國屋サザンシアター TAKASHIMAYA） - 篠宮佳織 役[38][39]
- 午前0時のラジオ局-満月のSAGA-（2025年5月29日 - 6月10日、博品館劇場 / 6月13日 - 15日、佐賀市文化会館 中ホール） - 花音 役[40]

### その他テレビ番組
- フルタ家の不思議なテレビ（2013年 - 、NHK）
- ニッポンぶらり鉄道旅（NHK BSプレミアム） - 旅人
  - 第59回 JR東日本宇都宮線（2016年1月21日）
  - 第66回 東京メトロ東西線（2016年4月21日）
  - 第83回 西武池袋線・秩父線（2016年11月10日）
  - 第89回 都営地下鉄浅草線（2017年2月2日）
  - 第98回 東京メトロ丸ノ内線（2017年5月11日）
  - 第129回 東急池上線（2018年5月10日）
  - 第167回 大阪メトロ御堂筋線（2019年8月15日）
  - 第182回 JR埼京線（2020年3月12日）
  - 第200回 東武東上線（2021年1月7日）[41]
  - 第202回 嵐電・嵐山本線（2021年2月4日）
  - 第218回 京王井の頭線（2021年8月19日）
  - 第223回 東急大井町線（2021年11月11日）
  - 第226回 東京メトロ千代田線（2021年12月9日）
  - 第229回 西武池袋線・豊島線（2022年1月13日）
  - 第237回 JR武蔵野線（2022年4月13日）
  - 第240回 東京メトロ日比谷線 （2022年5月18日）
  - 第243回 秩父鉄道（2022年6月22日）
  - 第247回・第248回 函館本線（2022年8月3日・10日）
  - 第252回 東京メトロ丸ノ内線（2022年10月5日）
  - 第259回 JR只見線（2022年12月21日）
  - 第265回 東京メトロ有楽町線（2023年3月29日）
- おもてなしの基礎英語（2018年4月2日 - 2019年3月28日、NHK Eテレ） - 佐倉早苗 役
- ながさき灯台ものがたり（2019年8月6日 - 2020年1月28日、NCC長崎文化放送） - ナレーション
- おもてなし 即レス英会話（2020年3月30日 - 9月24日、NHK Eテレ） - 佐倉早苗 役

### CM
- ハウス食品 フルーチェ（2013年）

### 広告
- 東京都水道局 「Tokyo Water Life」イメージキャラクター（2008年 - ）
- 島原半島観光連盟イメージガール（2012年 - ）
- 第50回宣伝会議賞キャンペーンガール（2013年）
- 日本住宅ローンイメージキャラクター（2013年 - 2021年）
- 第69回国民体育大会 第14回全国障害者スポーツ大会応援ガール（2014年）
- 平成新山島原学生駅伝大会アンバサダー（2019年 - ）

### MV
- DEEP 「I Promise You」（2013年11月27日）[42]

## 出版

### 連載
- 新潮文庫で歩く日本の町（2015年5月号 - 2017年9月号、新潮社「波」隔月連載）[43]
- 東京カメラ女子（2017年4月26日 - 2019年2月14日、東京新聞ほっとWeb）
- 大人の社会科見学（2019年3月27日 - 2022年1月12日、東京新聞ほっとWeb → ぐるり東京）[44]
- 島原ふるさとPR大使 かれんのひとりごと（広報しまばら 令和4年1月号 - 、不定期掲載）

### 書籍
- はじめてカメラ ロケで覚える「映え撮り」講座（2020年2月26日、東京新聞）[45]